# 대한민국 제6대 국회 후반기 의장단 선거
제6대 국회 후반기 의장단 선거는 1965년 12월 16일에 실시되었다.
선거 결과 초선의 이효상 민주공화당 의원이 국회의장에, 초선의 장경순 민주공화당 의원과 3선의 이상철 민중당 의원이 국회부의장에 당선되었다.
이 선거에서는 특이하게도 이효상 국회의장과 장경순 부의장, 이상철 부의장이 모두 1차 투표에서 과반 득표에 실패해 2차 혹은 3차 투표에서 당선되었다. 이효상 의장과 장경순 부의장은 2차 투표, 이상철 부의장은 3차 투표에서야 당선될 수 있었다. 국회의장 선거에서 1차 투표만에 당선자가 나오지 않아 2차 투표가 실시된 것은 역대 3번째 있는 일로, 마지막으로 국회의장 혹은 민의원의장 선거에서 2차 투표가 실시된 것은 1952년 제2대 민의원 후반기 의장 선거에서였다.

## 선거 제도
국회의 의장 및 부의장은 국회의원들의 무기명 투표로 선출하되 만약 1차 투표 결과 재적 의원의 과반을 득표한 자가 없으면 2차 투표를 실시하고, 2차 투표에서도 과반 득표자가 나오지 않을 시 최고득표자와 차점자에 대하여 3차 결선 투표를 실시하되 이 경우 단순 다수 득표자를 당선자로 하도록 되어있었다.

## 후보

### 국회의장 후보

#### 민주공화당
박정희 민주공화당 총재가 국회의장단 및 상임위원장단 인선안을 마무리한 12월 10일, 이효상 국회의장이 유임되었다는 소식이 흘러나오자 당내에서는 비당권파를 중심으로 반발이 터져나왔다. 김용태, 민관식, 김용순 등은 이효상 의장이 당내 분열을 조장해온 인사라며 정구영 전 총재를 국회의장으로 지지해야 한다고 주장하였다. 그러나 당권파는 이를 묵살하고 이효상 의장의 지명을 밀어붙여 당내 갈등이 증폭되었다.
결국 박정희 총재는 12월 15일 민주공화당 의원총회에 참석하여 이효상 의장을 차기 국회의장 후보로 지명할 것을 발표하였다. 그러나 해당 의원총회에는 110명의 소속 의원 중 58명만이 참석하였으며, 당내 비당권파를 중심으로 이효상 의장에 대한 반대표가 쏟아져나올 것이 확실시되었다.

### 국회부의장 후보

#### 민주공화당
박정희 총재는 12월 15일 장경순 국회부의장을 국회부의장 후보로 지명하였다. 그러나 국회의장으로 박정희 총재가 공식 지명한 이효상 의장 대신 정구영 전 총재를 밀고 있던 비당권파는 국회부의장으로 민관식 의원을 지지하기로 하여 당내 행동 통일이 이뤄지지 못하게 되었다.

#### 민중당
민정당과 민주당의 통합으로 창당된 민중당은 12월 16일 의원총회를 열고 국회부의장 후보를 최고위원회와 지도위원회의 합동회의에서 지명하도록 할지, 의원들의 투표로 지명할지를 두고 토론한 결과 당권파에서 주장한대로 합동회의의 지명을 받아들이기로 결정하였다.
당시 국회부의장 후보군에는 민정당 출신의 나용균 현 부의장과 서범석 전 민의원 내무위원장, 민주당 출신의 이상철 전 내무부장관과 홍익표 전 내무부장관 등 총 4명의 인사가 경합을 벌이고 있었다. 당권을 쥐고 있던 민주당 출신 의원들은 당내 요직을 대부분 민정당 출신의 진산계 의원들이 차지하고 있는 상황에서 국회부의장마저 진산계의 서범석 의원이나 진산계는 아니지만 민정당 출신인 서범석 의원을 지명할 수 없다며 민주당 출신 인사를 지명할 것을 주장하였다.
결국 민중당은 합동회의를 열고 네 의원들을 두고 숙고한 끝에 잡음을 최소화하기 위해 네 사람 중 연장자인 이상철 전 장관을 지명하기로 하였다.
그러나 민정당 출신 의원들을 중심으로 한 비당권파는 "민주주의의 원칙에 따라 표로 승패를 지어야 한다"며 끝까지 나용균 부의장 지지를 포기하지 않았으며, 일부 명정회 및 중도파 의원들도 이에 동조하여 민중당은 민주공화당과 마찬가지로 행동 통일에 실패하게 되었다.

## 선거 결과

### 국회의장 선거
경상북도 대구시 남구 지역구의 이효상 민주공화당 의원이 당선되었다.
| 후보   | 소속       | 1차 투표 | 1차 투표 | 2차 투표 | 2차 투표 | 비고 |
| 후보   | 소속       | 득표     | %        | 득표     | %        | 비고 |
| ------ | ---------- | -------- | -------- | -------- | -------- | ---- |
| 이효상 | 민주공화당 | 55       | 31.4     | 88       | 50.3     | 당선 |
| 정구영 | 민주공화당 | 69       | 39.4     | 60       | 34.3     |      |
| 고형곤 | 민중당     | 0        | -        | 1        | 0.6      |      |
| 김정근 | 민주공화당 | 0        | -        | 1        | 0.6      |      |
| 박순천 | 민중당     | 1        | 0.6      | 1        | 0.6      |      |
| 박현숙 | 민주공화당 | 1        | 0.6      | 0        | -        |      |
| 차지철 | 민주공화당 | 1        | 0.6      | 0        | -        |      |
| 황호현 | 민주공화당 | 1        | 0.6      | 0        | -        |      |
| 기권   | 기권       | 32       | 18.3     | 13       | 7.4      |      |
| 무효   | 무효       | 2        | 1.1      | 0        | -        |      |
| 결석   | 결석       | 13       | 7.4      | 11       | 6.3      |      |
| 재적   | 재적       | 175      | 100      | 175      | 100      |      |

선거 당시 여당 의원들의 표심은 당의 공식 지명자인 이효상 의장과 정구영 전 총재로 나뉘어 있었으며, 야당 의원들 역시 어느 한쪽으로 쏠리지 않고 있어 1차 투표에서 재적 의원의 과반을 득표하는 후보는 없을 것으로 보여졌다. 그러나 1차 투표에서 정구영 전 총재가 이효상 의장을 누르고 최다 득표를 한 것은 충격적인 일이었으며, 민주공화당 지도부는 1차 투표가 끝난 직후 본회의를 정회시킨 다음 의원총회를 열어 의원들 간에 이견을 조정하려 애썼으나 실패하였다.
민주공화당 비주류와 주류 강경파의 지지를 얻어 1차 투표에서 최다득표를 한 정구영 전 총재는 2차 투표 직전 신상 발언을 통해 당의 단결을 위해 국회의장 후보를 사퇴하고 이효상 의장을 지지한다고 선언하였다. 그럼에도 불구하고 정구영 의원은 2차 투표에서 60표에 달하는 표를 받았으나, 야당 의원들이 이효상 의장에게 표를 몰아주어 이효상 의장은 2차 투표에서 과반 득표에 성공, 국회의장에 재선될 수 있었다.

### 민주공화당 몫 국회부의장 선거
전라북도 김제군 지역구의 장경순 민주공화당 의원이 당선되었다.
| 후보   | 소속       | 1차 투표 | 1차 투표 | 2차 투표 | 2차 투표 | 비고 |
| 후보   | 소속       | 득표     | %        | 득표     | %        | 비고 |
| ------ | ---------- | -------- | -------- | -------- | -------- | ---- |
| 장경순 | 민주공화당 | 86       | 49.1     | 97       | 55.4     | 당선 |
| 민관식 | 민주공화당 | 54       | 30.9     | 54       | 30.9     |      |
| 김대중 | 민중당     | 0        | -        | 1        | 0.6      |      |
| 김종필 | 민주공화당 | 0        | -        | 1        | 0.6      |      |
| 나용균 | 민중당     | 1        | 0.6      | 1        | 0.6      |      |
| 박순천 | 민중당     | 1        | 0.6      | 1        | 0.6      |      |
| 서범석 | 민중당     | 0        | -        | 1        | 0.6      |      |
| 이상철 | 민중당     | 0        | -        | 1        | 0.6      |      |
| 김성곤 | 민주공화당 | 2        | 1.1      | 0        | -        |      |
| 김종갑 | 민주공화당 | 1        | 0.6      | 0        | -        |      |
| 김성진 | 민주공화당 | 1        | 0.6      | 0        | -        |      |
| 김용태 | 민주공화당 | 1        | 0.6      | 0        | -        |      |
| 민영남 | 무소속     | 1        | 0.6      | 0        | -        |      |
| 백남억 | 민주공화당 | 1        | 0.6      | 0        | -        |      |
| 송관수 | 민주공화당 | 1        | 0.6      | 0        | -        |      |
| 유창렬 | 민중당     | 1        | 0.6      | 0        | -        |      |
| 기권   | 기권       | 14       | 8.0      | 6        | 3.4      |      |
| 결석   | 결석       | 10       | 5.7      | 12       | 6.9      |      |
| 재적   | 재적       | 175      | 100      | 175      | 100      |      |

### 민중당 몫 국회부의장 선거
충청남도 청양군·홍성군 지역구의 이상철 민중당 의원이 당선되었다.
| 후보   | 소속       | 1차 투표 | 1차 투표 | 2차 투표 | 2차 투표 | 결선 투표 | 결선 투표 | 비고 |
| 후보   | 소속       | 득표     | %        | 득표     | %        | 득표      | %         | 비고 |
| ------ | ---------- | -------- | -------- | -------- | -------- | --------- | --------- | ---- |
| 이상철 | 민중당     | 50       | 28.6     | 76       | 43.4     | 86        | 49.1      | 당선 |
| 나용균 | 민중당     | 65       | 37.1     | 72       | 41.1     | 66        | 37.7      |      |
| 서범석 | 민중당     | 17       | 9.7      | 4        | 2.3      | -         | -         |      |
| 최희송 | 민중당     | 5        | 2.9      | 2        | 1.1      | -         | -         |      |
| 홍익표 | 민중당     | 14       | 8.0      | 2        | 1.1      | -         | -         |      |
| 김영삼 | 민중당     | 0        | -        | 1        | 0.6      | -         | -         |      |
| 박순천 | 민중당     | 0        | -        | 1        | 0.6      | -         | -         |      |
| 진기배 | 민중당     | 0        | -        | 1        | 0.6      | -         | -         |      |
| 박순천 | 민중당     | 3        | 1.7      | 0        | -        | -         | -         |      |
| 이충환 | 민중당     | 2        | 1.1      | 0        | -        | -         | -         |      |
| 육인수 | 민주공화당 | 1        | 0.6      | 0        | -        | -         | -         |      |
| 유성권 | 민중당     | 1        | 0.6      | 0        | -        | -         | -         |      |
| 이병희 | 민주공화당 | 1        | 0.6      | 0        | -        | -         | -         |      |
| 이상희 | 민주공화당 | 1        | 0.6      | 0        | -        | -         | -         |      |
| 전진한 | 민중당     | 1        | 0.6      | 0        | -        | -         | -         |      |
| 한건수 | 민중당     | 1        | 0.6      | 0        | -        | -         | -         |      |
| 기권   | 기권       | 2        | 1.1      | 3        | 1.7      | 2         | 1.1       |      |
| 무효   | 무효       | 0        | -        | 0        | -        | 5         | 2.9       |      |
| 결석   | 결석       | 11       | 6.3      | 13       | 7.4      | 16        | 9.1       |      |
| 재적   | 재적       | 175      | 100      | 175      | 100      | 175       | 100       |      |